# Lewistown (Pennsylvania)
Lewistown település az Amerikai Egyesült Államok Pennsylvania államában, Mifflin megyében, melynek megyeszékhelye is. Lakosainak száma 8579 fő (2020. április 1.).

## Népesség
A település népességének változása:

| 2010 | 8 338 |
| 2020 | 8 579 |